# Anjimi
Anjimi (N'Jimi) o Jimi (Djimi) fue la capital del Imperio Kanem-Bornu desde el inicio del reinado de los Sefuwas en el siglo XI.

## Historia
Su localización es desconocida. Fue descrita por Al-Idrisi como un pequeño poblado, ni mayor o más relevante que la anterior capital Manan, aproximadamente a tres días de viaje del río Nilo y ocho de Manan y poblada por gente vil y despreciable que bebía agua de pozos. Pese a ello, la ciudad fue un importante foco en el comercio transahariano de marfil y esclavos.
La ciudad está fuertementente vinculada a la dinastía Sefuwa. El imán Ibn Furtu afirmó explícitamente que Seife, el rey y fundador de la dinastía, vino de Anjimi. En 1296, Bir II (r. 1277–1296) falleció pacíficamente en la capital. En el siglo XIV empezó la decadencia de la ciudad cuando el mai (rey) Omar la tuvo que abandonar frente a la presión de los bulalas, fundando un nuevo reino en Bornu. Bajo Idris II (r. 1497–1515), Anjimi fue reocupada dos veces.